# Chasse sous-marine en France

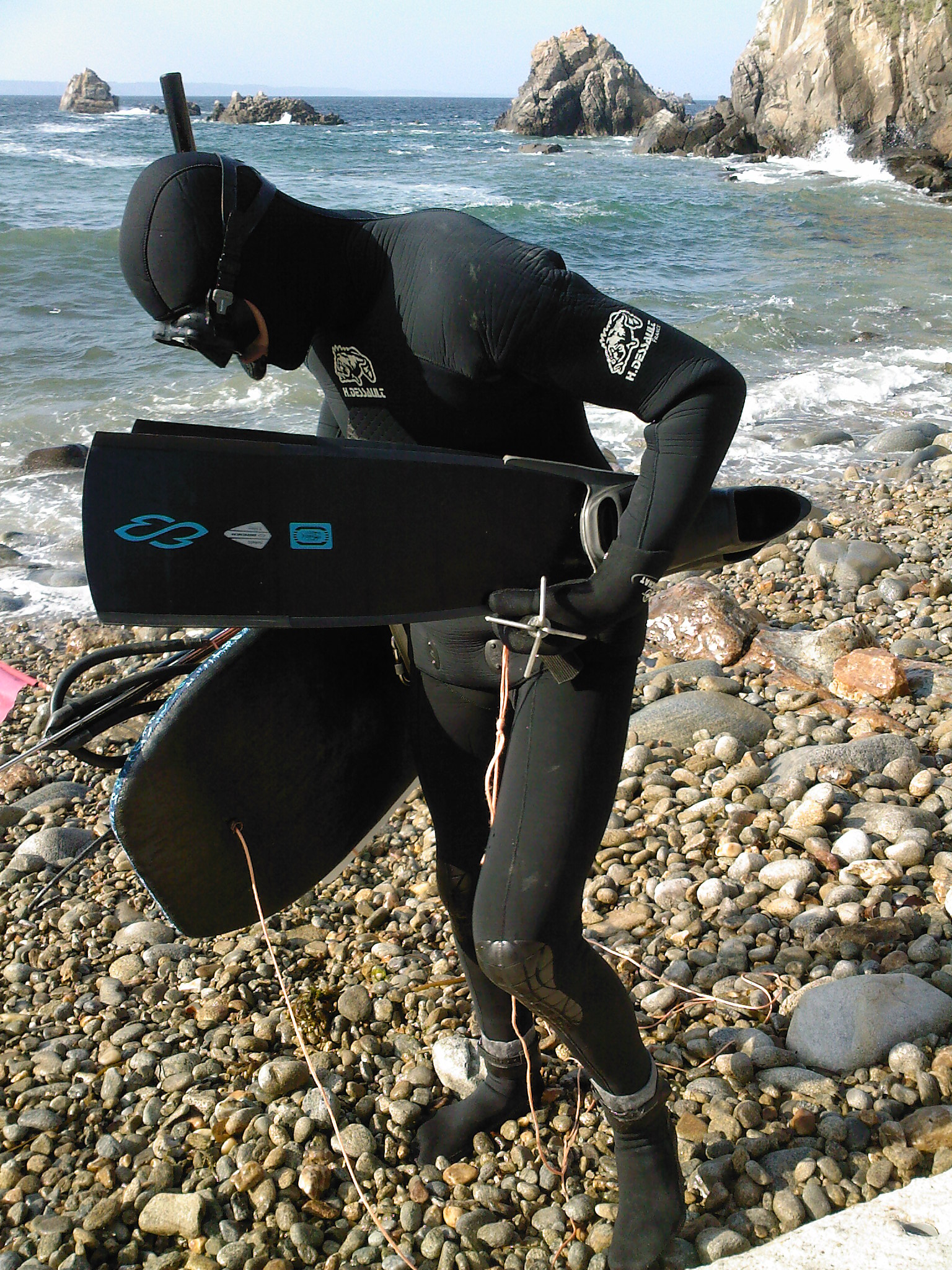
Chasseur amateur en France

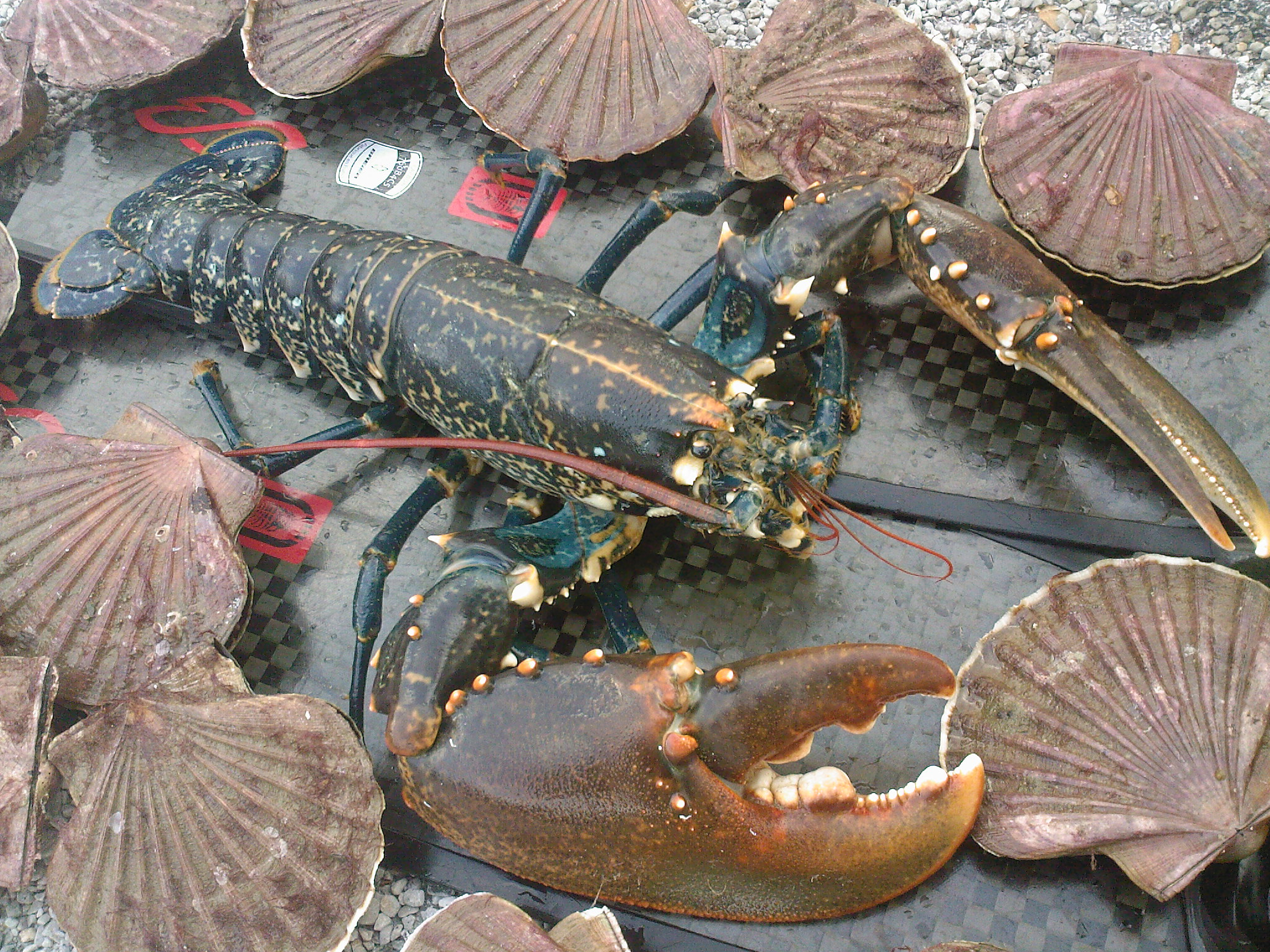
Homard et coquilles Saint-Jacques capturés par un pratiquant amateur sur la Côte atlantique française.

La chasse sous-marine est une pêche pratiquée en France, principalement comme activité de loisir et limitée à la consommation personnelle du pêcheur. La chasse sous-marine de loisir est librement pratiquée et n'est soumise à aucune autorisation à condition de ne s'effectuer qu'en apnée, de jour, munie d'une attestation d'assurance en responsabilité civile couvrant la pratique et de ne prélever que les espèces autorisées dans les conditions prévues par la législation. L'utilisation du fusil harpon n'est autorisé qu'à partir de 16 ans. En dessous de cet âge seule l'utilisation d'une foëne tenue à la main est autorisée.

## Histoire
La pêche sous-marine moderne a été principalement inventée et diffusée depuis la France. Vers 1860, les inventeurs Benoît Rouquayrol et Auguste Denayrouze perfectionnent le scaphandre à casque et créent des sociétés professionnelles de pêche sous-marine d'éponges, corail, huîtres... 
La mode pour les bains de mer et la natation apparait sur les côtes du nord de la France vers 1880 ; l'engouement pour les activités aquatiques d'été apparait sur les côtes françaises de Méditerranée seulement dans les années 1920, en même temps que les premières pratiques de pêche sous-marine de loisir. Le matériel évolue beaucoup entre 1930 et 1950.

## Clubs et fédérations
Le premier club de « chasse-plongée », le Club des sous l’eau est créé en 1935 à Saint-Raphaël et rassemble des pratiquants en scaphandre et des chasseurs sous-marins. En 1939 est créée la Société sportive nationale de pêche à la nage (SSNPN) issue de Nice. Cette première structure fédérale rassemble des chasseurs : la « pêche à la nage » y est considérée comme une pratique sportive (parce que physique) excluant toute compétition. 
La SSNPN est remplacée en 1948 par la Fédération des sociétés de pêche à la nage et d'études sous-marines (FSPNESM), qui rassemble avant tout des pratiquants de chasse sous-marine. Cette fédération change plusieurs fois de nom et devient en 1955 la Fédération française d'études et de sports sous-marins  (FFESSM). 
L'influence de la fédération auprès des Affaires maritimes facilite l'organisation des compétitions de chasse sous-marine en France. Ce rôle d'interlocuteur renforce la légitimité de la fédération et des autres pratiques de plongée. La chasse sous-marine permet également à la FFESSM d'obtenir l'agrément ministériel de « sport de haut-niveau », alors que les disciplines de plongée évoluent difficilement vers des pratiques compétitives (plongée scaphandre).
En 1979, les pratiquants de chasse sous-marine en France sont estimés à 200 000 selon les associations représentatives.

## Conflits avec les marins-pêcheurs
Dès le début du XXe siècle, des conflits apparaissent en France entre les marins-pêcheurs en activité et les pêcheurs amateurs pratiquant la pêche à la ligne depuis le bord ou la pêche embarquée. 
Avec la Seconde guerre mondiale, la pêche à la nage est interdite en 1939 ; à partir de 1941 une autorisation de « pêche au harpon en plongée » est nécessaire pour la pratique. 
Après la guerre, en période de pénurie alimentaire, les pêcheurs amateurs (et pêcheurs sous-marins) sont accusés de faire concurrence aux marins-pêcheurs et de participer au marché noir. La SSNPN puis FFESSM et un comité marseillais soutiennent la pratique de loisir et servent d'interlocuteur dans les conflits avec les marins-pêcheurs et axent leur discours public (politique) sur l'aspect sportif des activités de plongée.  
En 1951, un texte réglemente la pratique de la pêche sous-marine pour l'ensemble des zones métropolitaines, à la suite des contestations des marins-pêcheurs concernant la pêche sous-marine d'oursins et ormeaux : 16 ans minimum, inscription et autorisation obligatoire, pièce d'identité nécessaire pour contrôles. 
En 1959, la Fédération des marins pêcheurs de la Méditerranée reproche par exemple aux chasseurs le non-respect des réglementations ministérielles ou celles des prud'homies de pêcheurs, ainsi que le braconnage avec des scaphandres autonomes, des pêche à l'explosif ou au poison. Mascret suggère que le conflit n'est pas seulement économique, mais peut-être aussi social, entre d'un côté des ouvriers de la mer et de l'autre des pratiquants issus de la petite bourgeoisie (classe moyenne) qui chassent pour le plaisir.
En 1960, la législation est ainsi renforcée : la déclaration auprès des Affaires maritimes ou bien l'adhésion à un club est obligatoire. La pêche sous-marines des oursins et ormeaux interdite (avec ou sans scaphandre), les captures de crustacés limités, la pêche de nuit interdite.

## Critiques des compétitions
À partir des années 1960 et surtout 1970, des critiques fortes se développent contre le principe des compétitions, puis peu à peu contre la pratique loisir, au sein du grand public (débat télévisé) et des plongeurs. Des pétitions sont déposées contre la pratique de compétition. La chasse est défendue par la fédération, même si elle n'est plus la pratique majeure des membres en comparaison de la plongée en scaphandre.

## Pratique de loisir

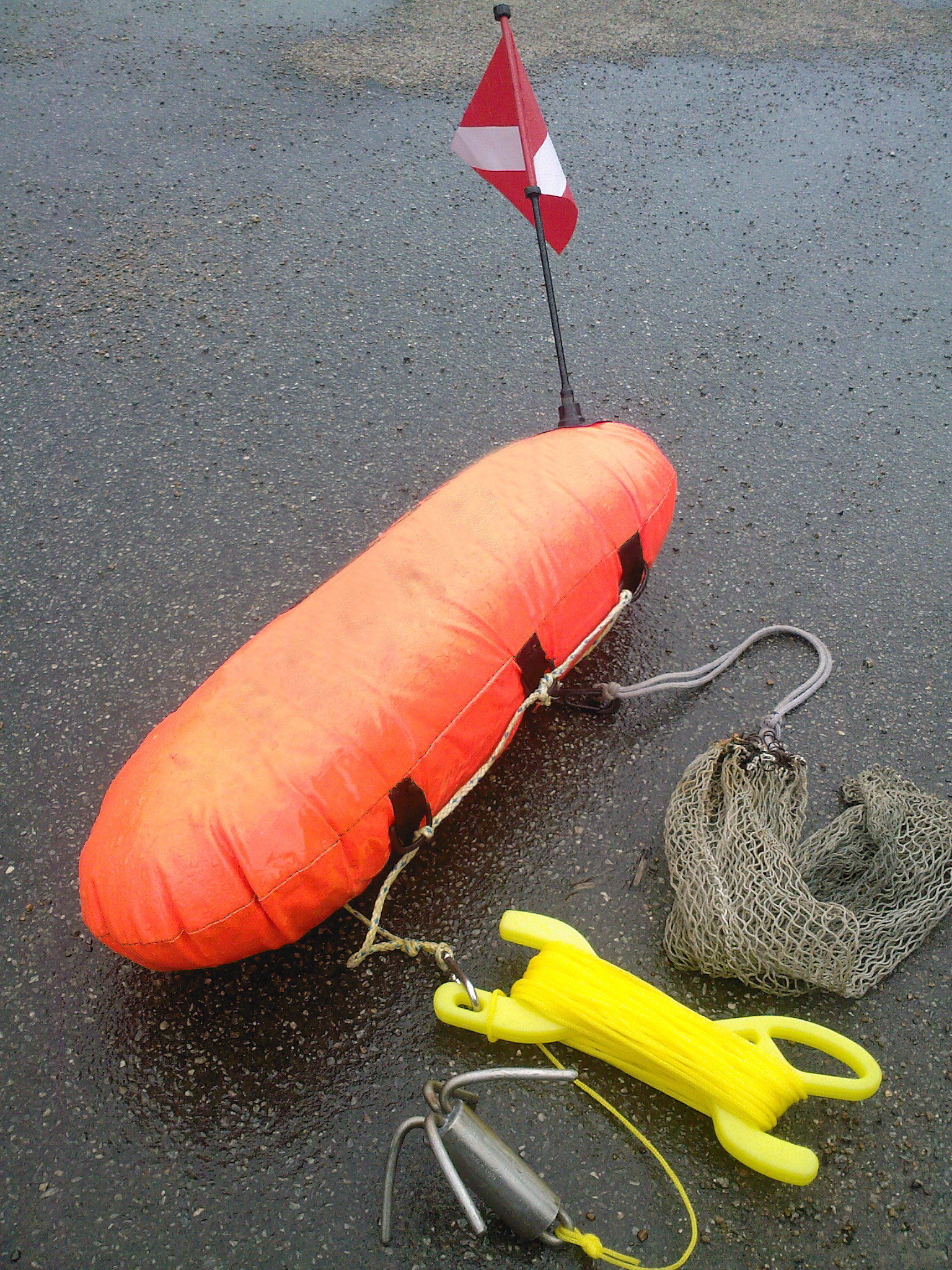
Bouée de chasse sous-marine munie de son pavillon, d'un enrouleur, d'un filet et d'un grappin

### Règlementation
La pratique de loisir est autorisée seulement en apnée et durant le jour, avec des armes à mécanisme manuel pour la capture du poisson et avec un prélèvement à la main des crustacés. Outre des obligations liés à la sécurité des pratiquants (âge minimum, assurances), ou la définition de zones interdites (baignades, ports), la réglementation de la pratique loisir a visé la protection de la faune sous-marine (interdiction mérou, cigale) et la concurrence avec les marins-pêcheurs professionnels (interdiction thon rouge, ormeau, marquage).
Les textes de référence pour la pratique loisir sont le Décret n°90-618 du 11 juillet 1990 relatif à l'exercice de la pêche maritime de loisir modifié par le décret n°99-1163 du 21 décembre 1999 consolidé le 21 juin 2009, et l'Arrêté no 60-2009 imposant le marquage des captures (p. 34).
 (juillet 2015).
Conditions nécessaires :
- Avoir au minimum seize ans et avoir souscrit un contrat d'assurance en responsabilité civile couvrant la pratique de la pêche sous-marine de loisir[7].

Obligations et règles de sécurité :
- Le produit de la pêche de loisir est destiné à la consommation exclusive du pêcheur et de sa famille et ne peut être vendu.
- Le chasseur sous-marin doit être en mesure de justifier son identité aux autorités compétentes et de présenter son attestation d'assurance en responsabilité civile.

- Il doit signaler sa présence au moyen d'une bouée règlementaire et d'un pavillon règlementaire sur son embarcation[8].
- les poissons doivent être marqués dès leur mise à bord du navire ou dès l’arrivée sur la plage (couper la partie inférieure de la nageoire caudale)[9],
- De la frontière belge à la limite entre la Manche et l’Ille-et-Vilaine :
  - le bar doit être éviscéré dès sa capture.
- Tous les chasseurs sous-marins qui pratiquent leur sport à partir d'une embarcation se doivent également d'être en règle vis-à-vis de la règlementation maritime et des équipements de sécurité[10].

Il est interdit :
- d'utiliser un appareil permettant de respirer en plongée.
- d'utiliser un fusil à gaz comprimé autrement que par la force de l'utilisateur.
- de tenir hors de l'eau une arbalète chargée.
- de capturer des crustacés en utilisant une arbalète ou une foëne.
- de chasser à moins de 150 mètres des embarcations de pêche ainsi que des engins de pêche signalés par des balisages apparents.
- de chasser à moins de 100 mètres des fermes maritimes
- de chasser à l'intérieur des ports, des zones de baignades, des cantonnements, des réserves et des zones militaires.
- de pratiquer entre le coucher et le lever du soleil. Dans certaines régions, il existe des périodes d'interdiction - se renseigner auprès des quartiers des Affaires Maritimes.
- d'utiliser un foyer lumineux.
- de détenir en même temps sur un navire des équipements respiratoires et des engins de pêche sous-marine (sauf dérogation accordée par le préfet).
- d'utiliser un système autopropulseur de type loco-plongeur

L'autorisation, délivrée par un quartier des Affaires Maritimes, ou la licence délivrée par une fédération sportive agréée, ne sont plus obligatoires depuis le décret n° 2009-727 du 18 juin 2009, une attestation d'assurance en responsabilité civile couvrant la pratique de la chasse sous-marine suffit désormais.

### Zones interdites
Tout pratiquant doit également prendre connaissance des réserves et zones interdites à la chasse sous-marine, lesquelles dépendent du quartier maritime dans lequel il se trouve.

### Mailles des prises
Les mailles réglementaires, c'est-à-dire les tailles minimum de capture autorisées, sont fixées en France par l'arrêté du 26 oct 2012 [PDF] déterminant la taille minimale ou le poids minimal de capture des poissons ou autres organismes marins effectuée dans le cadre de la pêche maritime de loisir. Elles sont récapitulées sous forme de tableau sur le site du magazine Apnea.

### Espèces protégées
Le mérou brun, la grande nacre, le jambonneau rude (voir Pinna rudis), la grande Cigale, la datte de mer, la grande Patelle, l'oursin diadème et le thon rouge (hors période et quota fixés par la commission européenne de la pêche) sont des espèces protégées sur l'ensemble du territoire.
Les textes de référence sont la Directive 92/43/CEE du Conseil, du 21 mai 1992, concernant la conservation des habitats naturels ainsi que de la faune et de la flore sauvages, et l'Arrêté du 26 novembre 1992 fixant la liste des animaux de la faune marine protégés sur l'ensemble du territoire (abrogé le 7 janvier 2005).

## Compétitions sportives
Les compétitions françaises sont organisées par la FNPSA. La FFESSM quant à elle n'organise plus de compétitions de chasse sous-marine et c'est pourquoi le Conseil d'État a annulé le 11 juin 2010 la délégation pour la pêche sous-marine qui lui était accordée.
En 1988, la chasse sous-marine est reconnue par le ministère des Sports comme un sport de haut-niveau,.

## Organismes
- Fédération de chasse sous-marine Passion
- Fédération nautique de pêche sportive en apnée
- Fédération française d'études et de sports sous-marins
- Confédération mondiale des activités subaquatiques

## Pratique professionnelle
La pêche sous-marine professionnelle a longtemps été interdite, malgré une importante exploitation illégale des mollusques. Elle est actuellement autorisée avec scaphandre autonome pour le prélèvement de quelques espèces, telles que l'ormeau en Normandie ou l'oursin en Méditerranée. 